# Clarendon, Pennsylvania
Clarendon är en kommun (borough) i Warren County i Pennsylvania. Vid 2020 års folkräkning hade Clarendon 321 invånare.